# لاري كلاين
لاري كلاين (Larry Klein) هو موسيقي و كاتب أغاني و منتج أمريكي. كلاين هو رئيس سرينج كارغو، وهو اسم نشر تابع لمجموعة يونيفرسال الموسيقية.

## روابط خارجية
- لاري كلاين على موقع ميوزك برينز (الإنجليزية)
- لاري كلاين على موقع أول ميوزيك (الإنجليزية)
- لاري كلاين على موقع ديسكوغز (الإنجليزية)